# روبرت صالح
روبرت صالح (من مواليد 31 يناير 1979) هو مدرب كرة قدم أمريكي-لبناني، وهو المدير الفني لفريق نيويورك جتس من الرابطة الوطنية لكرة القدم (اتحاد كرة القدم الأميركي). كان مدربًا دفاعيًا معظم مسيرته التدريبية التي استمرت 20 عامًا.

## السنوات المبكرة
ولد صالح لمهاجرين لبنانيين في ديربورن بولاية ميشيغان، وتخرج عام 1997 من مدرسة فوردسون الثانوية التحق بجامعة شمال ميشيغان في ماركيت من عام 1997 إلى عام 2001.

## مهنة التدريب

### كلية
بدأ صالح مسيرته التدريبية على مستوى الجامعة عام 2002. أمضى أربع سنوات في العمل كمساعد دفاعي في جامعة ولاية ميشيغان (2002–03)، وجامعة ميشيغان (2004) وجامعة جورجيا (2005).

### هيوستون تكساس
في عام 2005، عين كمتدرب لفريق هيوستون تكسانز، وعمل مع الوحدة الدفاعية. في فبراير 2006، عمل مع طاقم غاري كوبياك كمدرب لمراقبة الجودة الدفاعية تحت إشراف المنسق الدفاعي ريتشارد سميث.   وفي يناير 2009، ترقى إلى مساعد مدرب.

### سياتل سيهوكس
في فبراير 2011، عُيّن كمدرب لمراقبة الجودة الدفاعية لفريق سياتل سيهوكس تحت قيادة بيت كارول. أمضى ثلاثة مواسم مع النادي، وخلال موسم بطولة 2013 عندما هزموا دنفر برونكوز في مباراة السوبر بول الثامن والأربعين [الإنجليزية]. وخلال هذه الفترة كان الدفاع معروفًا باسم فيلق بوم [الإنجليزية].

### جاكسونفيل جاغوار
بعد بطولة سيهوكس 2013، عين مدربًا للاعبي خط الوسط لفريق جاكسونفيل جاغوارز تحت قيادة المدرب جوس برادلي.

### سان فرانسيسكو 49
في 13 فبراير 2017، عين كمنسق دفاعي لفريق سان فرانسيسكو 49 تحت قيادة المدرب الجديد كايل شاناهان [الإنجليزية]. اللذان عملا سابقًا كمدربين مساعدين لفريق هيوستون تكسانز من 2006 إلى 2009.
وخلال موسم 2019 [الإنجليزية]، احتل النادي المركز السادس في الدوري، كانت هذه هي المرة الأولى منذ عام 2003 التي أنهى فيها الـ 49 لاعبًا المراكز العشرة الأولى في كل من التهديف والساحات لكل لعبة. ساعدهم في تحقيق الرقم القياسي 13-3.

### نيويورك جتس
في 14 يناير 2021، وقع عقدًا مدته خمس سنوات ليصبح المدير الفني لفريق نيويورك جتس.

## الحياة الشخصية
ولصالح وزوجته سناء خمسة أبناء وبنتان. وهو من أصول لبنانية. عند تعيينه من قبل نادي نيويورك جتس، أصبح أول مدرب مسلم في تاريخ اتحاد كرة القدم الأميركية. ورابع مدرب عربي أمريكي في اتحاد كرة القدم الأميركية، بعد إدوارد خياط [الإنجليزية] (فيلادلفيا إيجلز 1971–72)، وريتشارد كوتيت [الإنجليزية] (فيلادلفيا إيجلز 1991–94)، وآبي غبرون [الإنجليزية] (شيكاغو بيرز 1972–1974)، وجميعهم من أصول لبنانية.